# Walter F. George

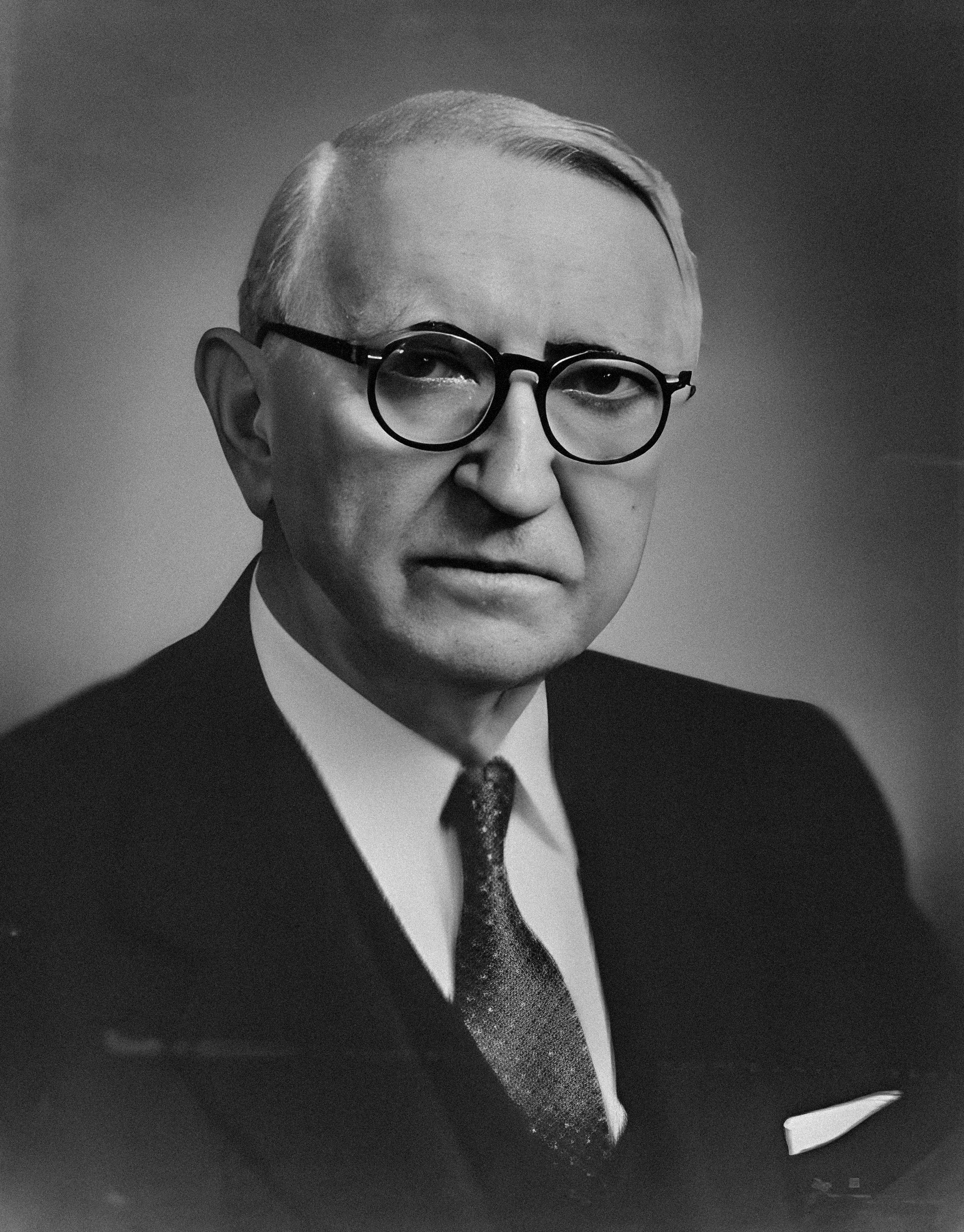
Walter F. George

Walter Franklin George, född 29 januari 1878 i Webster County, Georgia, död 4 augusti 1957 i Vienna, Georgia, var en amerikansk demokratisk politiker och jurist. Han representerade delstaten Georgia i USA:s senat 22 november 1922–2 januari 1957.
George studerade vid Mercer University. Han avlade 1900 grundexamen och 1901 juristexamen. Han inledde sedan sin karriär som advokat i Vienna, Georgia.
George tjänstgjorde som domare i Georgias högsta domstol 1917-1922. Senator Thomas E. Watson avled 1922 i ämbetet och guvernör Thomas W. Hardwick utnämnde Rebecca Latimer Felton till senaten fram till fyllnadsvalet den 7 november. George vann fyllnadsvalet men Felton fick tillfälle att svära sin ämbetsed först den 21 november. Som en historisk gest gav George Felton möjligheten att tillträda som senator för en dag. På det sättet fick USA:s senat sin första kvinnliga ledamot. George efterträdde sedan Felton som senator för Georgia den 22 november. George omvaldes 1926, 1932, 1938, 1944 och 1950.
George var ordförande i senatens utrikesutskott 1940-1941 och 1955-1957. Han var dessutom ordförande i senatens finansutskott 1941-1947 och 1949-1953. Han var tillförordnad talman i senaten, president pro tempore of the United States Senate, 1955-1957.
George företrädde först en isolationistisk utrikespolitik men ändrade sedan åsikt och gav sitt stöd åt Lend-Lease Act. Han var förespråkare för jordbruksunderstöd och i likhet med många andra sydstatsdemokrater undertecknade han Southern Manifesto år 1956. Manifestet försvarade rassegregering. George efterträddes som senator i januari 1957 av Herman Talmadge.
George var baptist och frimurare. Hans grav finns på Vienna Cemetery i Vienna, Georgia. Den konstgjorda sjön Walter F. George Lake har fått sitt namn efter George.